# Slancio vitale
Slancio vitale è un'espressione nota soprattutto nell'ambito della cultura francese (élan vital), di solito usata nella parapsicologia, nella new Age, nella scienze spirituali e filosofiche e nella correnti artistiche del XX secolo del dadaismo e del fauvismo.
Già nella filosofia greca dello storico stoico Posidonio si ipotizzava il concetto di una sorta di forza vitale, ritenuta come emanata dal Sole verso tutte le creature viventi sulla superficie terrestre.
Nelle Filosofie orientali si teorizzava il Ki, un concetto delle energie fondamentali dell'universo, di cui fanno parte la natura e le funzioni della mente umana, e la Kundalini, un'energia residuale della creazione (meglio nota come shakti) che si trova in ogni essere umano. In particolare Kundalini corrisponderebbe alla "forza generativa" in contrapposizione alle altre due forme di energia tradizionali cioè prana (o energia vitale) e fohat (o energia di movimento). 
In Occidente la teoria dello slancio vitale appartiene propriamente alle filosofie vitalistiche sviluppatesi alla fine del XIX secolo in opposizione al positivismo e all'idealismo ai quali si rimproverava di aver ridotto la filosofia ad una riflessione astratta sulla realtà della vita che doveva invece essere definita tornando alla concretezza (il termine non è chiaro, e funziona soprattutto per il pragmatismo, non per tutte le forme di vitalismo, come ad esempio quello bergsoniano).
Fin dal principio dell'800 Schopenhauer accentrava la sua filosofia sulla "volontà di vivere", concetto alla base di fenomeni biologici e spirituali che avevano come loro essenza una forza irrazionale e cieca che rendeva vano ogni tentativo degli uomini di dare senso e direzione alla loro stessa esistenza.
Contrariamente alla visione pessimista di Schopenhauer, Nietzsche, pur riconoscendo l'impossibilità di razionalizzare l'esistenza, come era avvenuto da Socrate in poi, con il risultato di far cadere l'uomo occidentale moderno in un rinunciatario nichilismo, tuttavia profetizzava l'avvento di un oltreuomo capace di accettare e superare il dolore dell'esistenza ricorrendo alle sue terrestri forze vitali.
L'espressione "slancio vitale" è stata usata specificatamente dal filosofo Henri Bergson nel suo libro Evoluzione creatrice del 1907, in cui affronta la questione della auto-organizzazione e della morfogenesi spontanea di tutte le cose della natura. Secondo Bergson vi è una continua differenziazione nello sviluppo della vita in varie direttrici evolutive, per esempio lungo la linea organico-inorganico, che spiega l'evoluzione delle forme viventi. Quando siamo bambini, spiega Bergson, il nostro futuro sviluppo è caratterizzato da un numero imprecisato di tendenze: pensiamo di volta in volta, mentre cresciamo, che faremo il pompiere, il giornalista, l'esploratore..ecc, ma poi alla fine una sola di queste strade diverrà reale. Nella natura avviene altrettanto: all'inizio si dipanano molte vie evolutive, alcune di queste si bloccano, e altre invece proseguono, e la forza vitale, la spinta creatrice che era nella linea di sviluppo che si è fermata, prosegue, confluisce e dà forza alle linee che continuano ad evolversi con uno "slancio vitale". È come dire che dalle scimmie antropomorfe lo scimpanzé rappresenta una linea evolutiva che all'inizio ha continuato la sua evoluzione, che poi si è fermata, mentre proseguiva in un'altra direzione lo slancio vitale che ha portato all'Homo sapiens.
Inizialmente, nell'ambiente letterario e para-scientifico dei salotti francesi fu ipotizzato che l'energia vitale degli esseri viventi, vegetali e animali, potesse essere tradotta e misurata come fosse energia elettrica (orgonica), prendendo spunto dal concetto bergsoniano di "corrente di vita".
Pur confermando scientificamente una minima attività bio-elettrica di tutti gli organismi viventi, il biologo inglese Julian Huxley successivamente ne smentì l'analogia con l'élan vital, usando quest'ultimo termine, energia vitale, in senso più metaforico.
L'effetto più clamoroso della teoria dello slancio vitale si ebbe nel campo artistico dove venne ripresa l'idea bergsoniana che l'uomo dovesse fare della propria vita una creazione estetica. Le avanguardie moderne come il dadaismo fecero proprio questo progetto tentando di superare la distinzione tra l'opera artistica e il suo creatore esprimendo così nell'arte la loro naturale "gioia di vivere" (bonheur de vivre). Anche l'Espressionismo risentì di questo aspetto del pensiero di Bergson.